# Alexandre Dupeyrat
Alexandre de Paula Dupeyrat Martins GOMM (Rio de Janeiro, 12 de março de 1944) é um advogado brasileiro. Foi ministro da Justiça, advogado-geral da União e assessor especial da Secretaria Geral da Presidência da República durante o governo Itamar Franco.

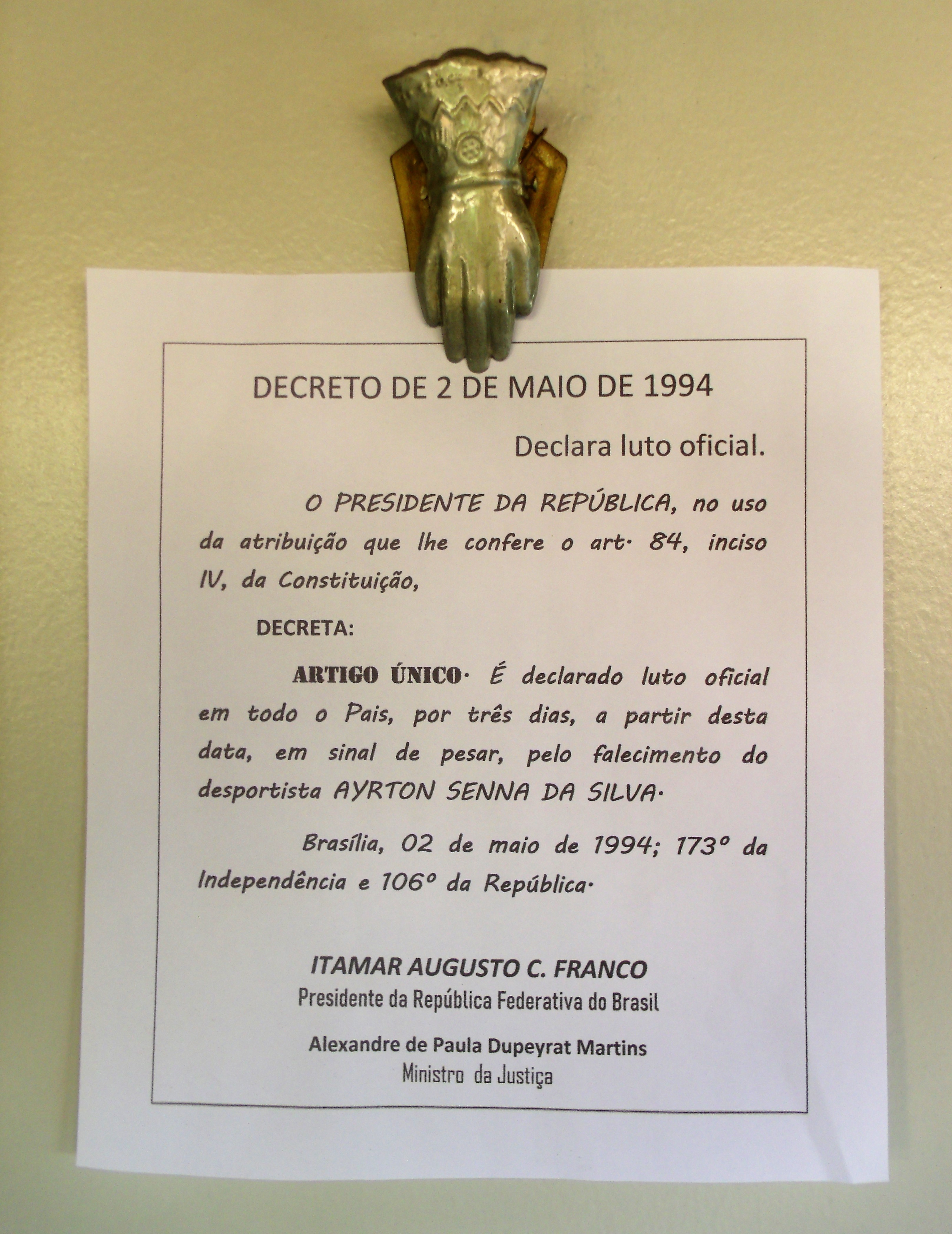
Decreto em que assinou como Ministro da Justiça em pesar pela morte de Ayrton Senna.

## Carreira
Formado em direito, Dupeyrat foi assessor jurídico do Senado Federal. Ali estabeleceu contato com o então senador Itamar Franco, que ao assumir a vice-presidência da República, em 15 de março de 1990, no governo de Fernando Collor, requisitou Dupeyrat como seu assessor especial.
Quando Itamar assumiu interinamente a presidência da República em razão do afastamento do presidente Collor, Dupeyrat tornou-se assessor da presidência.
Já efetivado como como presidente da República, Itamar indicou Duperyat ao cargo de advogado-geral da União de maio a junho de 1993. Posteriormente, Duperyat foi ministro da Justiça de abril de 1994 até o final do governo Itamar Franco em 1 de janeiro de 1995.
Em 1994, como ministro, Dupeyrat foi admitido por Itamar à Ordem do Mérito Militar no grau de Grande-Oficial especial.
Retornou ao cargo de assessor legislativo do Senado, aposentando-se em fevereiro de 1998.
Posteriormente, quando Itamar Franco foi governador do Estado de Minas Gerais (1999-2003), Dupeyrat foi Secretário da Fazenda e assessor especial do governador.
Em 2004, foi assessor do ministro da Previdência, Amir Lando.